# Populisme de droite
Le populisme de droite est une idéologie politique qui combine les valeurs de la droite avec les thèmes et la rhétorique du populisme.
Depuis les années 1990, plusieurs partis populistes de droite sont entrés dans les parlements nationaux (Canada, Chili, France, Israël, Norvège, Pologne, Russie, Roumanie), et ont même intégré des coalitions gouvernementales (Autriche, Pays-Bas, Danemark, Italie).

## Théorisation et dynamique
Cette rhétorique est souvent constituée de sentiments anti-élitistes, antisystèmes et parlant au noms des « petites gens »[source insuffisante].
En Europe, le populisme de droite est souvent désigné pour décrire des groupes, des personnalités et des partis politiques opposés à l'immigration, en particulier venant du monde islamique et africain, et eurosceptique. Le populisme de droite dans le monde occidental est généralement, mais pas exclusivement, associé avec des idéologies comme le néonationalisme, l'antimondialisme, le nativisme,, le protectionnisme et l'opposition à l'immigration.
Pour le chercheur Arthur Borriello, le populisme ne suit pas seulement « une logique politique de dichotomisation de l’espace social, entre le peuple et les élites considérées comme responsables de la frustration du plus grand nombre », comme théorisé par Ernesto Laclau, mais recèle également « un contenu politique (ce n’est pas une pure logique formelle, comme le concevait Laclau) : en tant que mouvement populaire, il vise à une extension des droits politiques et sociaux des classes populaires ». Il considère ainsi que le populisme est « fondamentalement « de gauche », ou en tout cas, orienté vers l’émancipation populaire », indiquant : « Les éléments de populisme qu’on prête souvent à l’extrême droite ne sont, à mon sens, que des accessoires rhétoriques et ne constituent pas du tout le socle de l’extrême droite, qui est axée autour de thèmes nationalistes et autoritaires et n’a pas pour priorité une extension du domaine des droits des « petites gens », bien au contraire. Au risque d’être contre-tendance, j’irais même jusqu’à dire que le populisme de droite est une contradiction dans les termes, d’une certaine façon ».
Selon le journaliste et essayiste Daniel Binswanger, la perte de la croyance dans le progrès, observée au début du XXIe siècle, « est une des donnes fondamentales qui expliquent la résurgence du populisme de droite ».

## Par pays

### Allemagne
Depuis 2013, le parti de droite populiste le plus populaire en Allemagne est Alternative pour l'Allemagne (AfD) qui a réussi à terminer troisième aux élections fédérales allemandes de 2017, devenant le premier parti populiste de droite à entrer au Bundestag. Auparavant, les partis de droite populiste n'avaient obtenu de sièges que dans les parlements des États allemands ; il obtient par ailleurs de très bons résultats lors d'élections régionales, comme en Saxe ou en Brandebourg, où il termine deuxième. Le mouvement PEGIDA est aussi considéré comme étant de droite populiste pour sa rhétorique anti-migrants et anti-islamisation,.
Au niveau régional, les mouvements de droite populiste comme Pro NRW et Citoyens en colère attirent sporadiquement un certain soutien. En 1989, les Républicains dirigés par Franz Schönhuber sont entrés à la Chambre des députés et ont obtenu plus de 7 % des voix aux élections européennes de 1989, avec six sièges au Parlement européen. Le parti a également remporté deux sièges au Landtag de Bade-Wurtemberg à deux reprises en 1992 et 1996, mais après 2000, l'électorat du parti s'est ensuite dirigé vers de l'Union populaire allemande et le Parti national-démocrate d'Allemagne.

### Autriche
Le principal parti de droite populiste autrichien est le Parti de la liberté d'Autriche (FPÖ). À partir de 1986, le parti change d'orientation politique passant du libéralisme économique au nationalisme allemand d'extrême droite, sous la direction de Jörg Haider. Le parti participa à plusieurs gouvernements en 1983, en 1986, au sein de la coalition rouge-bleue aux côtés des socialistes du SPÖ, ainsi qu'entre 2000 et 2005 aux côtés des chrétiens-démocrates de l'ÖVP. En 2005, Heinz-Christian Strache devient président du parti et le parti commença à regagner du terrain aux élections. Lors des législatives de 2017, le parti finit troisième avec 25,97 % des voix et s'allia avec l'ÖVP pour former le gouvernement Kurz I où le FPÖ obtint plusieurs ministères régaliens.

### Belgique
En Belgique, les principaux partis de droite populiste néerlandophones sont le Vlaams Belang et la N-VA, qui ont recueilli respectivement 11,95 % des voix et 18 élus, et 16,03 % des voix et 25 élus aux élections fédérales belges de 2019. En Belgique francophone, le principal parti de droite populiste dans est le Parti populaire, qui a recueilli 1,11 % des voix lors des élections fédérales de 2019.

### Canada
Le Canada a une histoire de partis et de politiciens populistes de droite, principalement dans l'Ouest canadien, en raison notamment de l'idée d'aliénation de l'Ouest. Le Parti Crédit social du Canada réussit à remporter constamment des sièges en Colombie-Britannique, en Alberta et en Saskatchewan, mais est tombé dans l'obscurité dans les années 1970.
À la fin des années 1980, le Parti réformiste du Canada, dirigé par Preston Manning, est devenu un autre mouvement populiste de droite formé en raison des politiques du Parti progressiste-conservateur du Canada, de centre-droit, qui ont aliéné de nombreux Blue Tories et conduit à un sentiment de négligence dans l'Ouest canadien. Motivé initialement par un désir de donner une voix à l'Ouest canadien, le Parti réformiste a élargi sa plateforme pour inclure un mélange de politiques socialement conservatrices et populistes de droite. Il est passé d'un parti marginal à une force politique majeure dans les années 1990 et est devenu le parti de l'opposition officielle avant de devenir l'Alliance canadienne. L'Alliance a finalement fusionné avec le Parti progressiste-conservateur pour former l'actuel Parti conservateur du Canada, après quoi la faction de l'Alliance a abandonné certaines de ses idées populistes et socialement conservatrices.
Ces dernières années, des éléments populistes de droite ont existé au sein du Parti conservateur du Canada et des partis provinciaux traditionnels, notamment la députée ontarienne Kellie Leitch ; l'homme d'affaires Kevin O'Leary; le premier ministre du Québec François Legault ; l'ancien maire de Toronto Rob Ford ; et son frère, le premier ministre de l'Ontario Doug Ford.
En août 2018, le député conservateur Maxime Bernier quitte le parti et fonde le mois suivant le Parti populaire du Canada, qui s'est autoproclamé constituer un « populisme intelligent » et a été décrit comme un mouvement « populiste de droite ». Bernier a perdu son siège aux élections fédérales de 2019, et le Parti populaire recueille un peu plus de 1 % des voix . Toutefois, lors des élections fédérales de 2021, il enregistre de meilleures performances et obtient près de 5 % du vote populaire.
Pierre Poilievre, décrit comme populiste par certains journalistes, remporte l'élection à la direction du Parti conservateur du Canada en 2022 et devient simultanément le chef du parti et de l'Opposition officielle. Certains journalistes ont comparé Poilievre aux populistes républicains américains tels que Donald Trump et Ted Cruz ; cependant, de nombreux journalistes ont rejeté ces comparaisons en raison des positions de Poilievre en faveur du droit à l'avortement, de l'immigration et du mariage homosexuel.

### Danemark

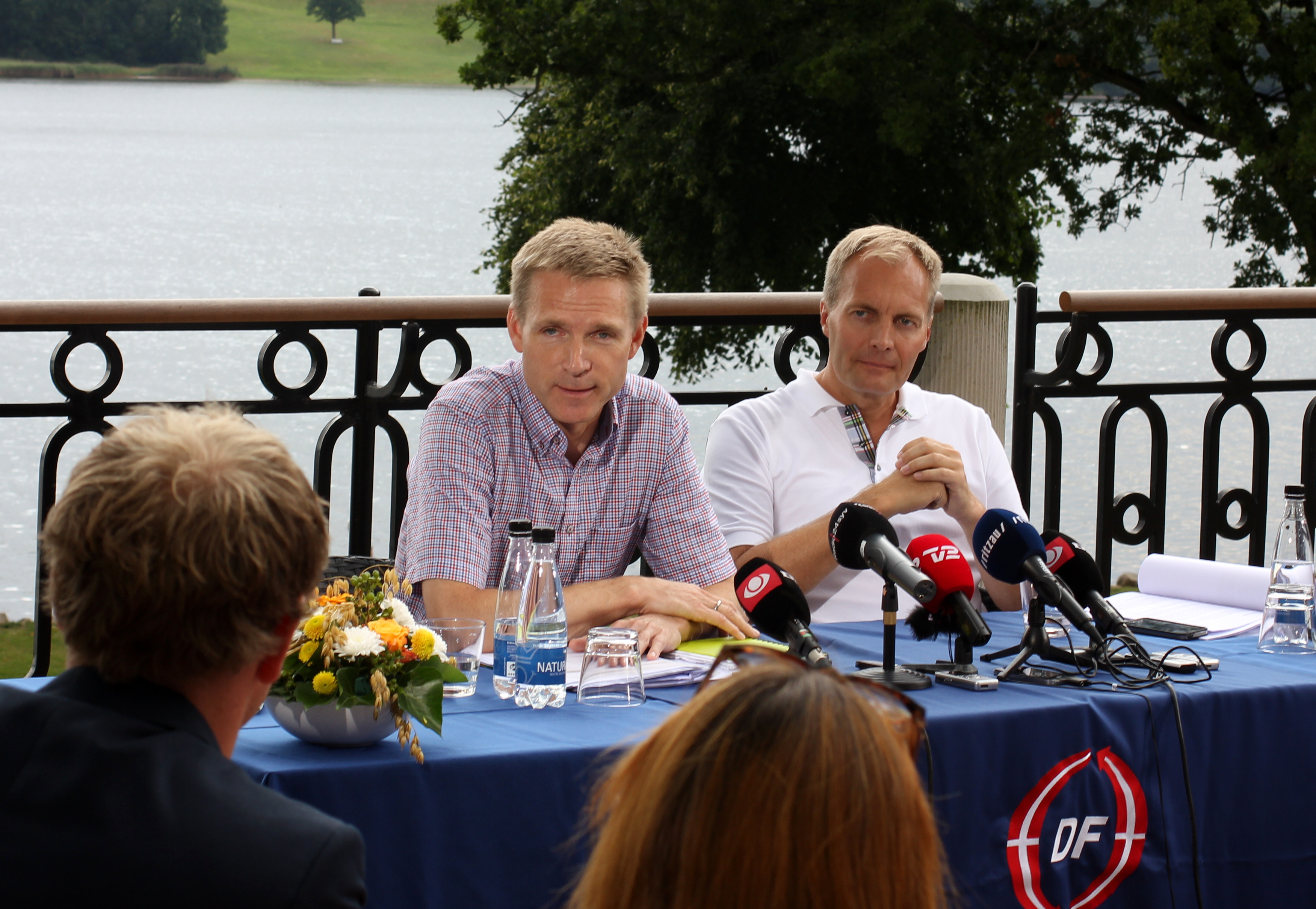
Conférence de presse du leader du Parti populaire danois, Kristian Thulesen Dahl.

Au début des années 1970, le Parti du progrès était l'un des plus grands partis de droite populiste d'Europe. Lors des législatives de 1973, elle devient la deuxième force politique du pays avec 16 % des voix.
Il fut peu à peu supplanté par le Parti populaire danois, qui obtient aux législatives de 2015 21 % des voix et 37 siège au Parlement. Ce parti soutient une réduction de l'immigration venant de pays non-occidentaux et l'assimilation culturelle des migrants. Cependant, étant donné l'appropriation du thème de l'immigration par l'ensemble de la classe politique, le Parti du progrès a obtenu un très mauvais score en 2019, avec 8,73 % et 16 députés.
En 2015 apparaît La Nouvelle Droite et en 2022 les Démocrates danois.

### Finlande
La Finlande est le pays nordique avec la plus ancienne tradition populiste de droite, avec le Parti rural (1959-1995) puis le Parti des Finlandais, qui a obtenu 20,1% des voix aux élections législatives de 2023.

### France
Le principal parti populiste de droite français est le Rassemblement national (RN), même si ce parti ne se revendique pas de droite. C'est l'un des plus grands partis populistes de droite en Europe.

### Grande-Bretagne
Le principal parti populiste de droite anglais est UKIP. Anti-immigration et eurosceptique, il contribua notamment à la victoire du référendum pour la sortie de l’union européenne, le Brexit, que ses membres réclamaient depuis la naissance du parti. Cependant, depuis la victoire du Brexit, le parti obtient de faibles scores, étant notamment concurrencé par le Parti du Brexit.

### Grèce
Le parti populiste de droite grec le plus connu est Solution grecque, qui parvient à entrer au parlement en 2019 avec 3,70 % et 10 députés.
L'Alerte populaire orthodoxe est aussi quelquefois cité comme étant de droite populiste,,.

### Italie
En Italie, le parti de droite populiste le plus en vue est la Ligue du Nord (LN). C'est un parti initialement régionaliste et fédéraliste, fondé par plusieurs partis régionaux du nord de l'Italie.
Avec la montée de l'immigration en Italie depuis la fin des années 1990, le LN se tourna de plus en plus à la critique de l’immigration de masse en Italie. Le parti, qui s'oppose également à l'immigration clandestine, est critique envers l'islam et propose la sortie de l'Italie de la zone euro. Il est considéré comme un mouvement eurosceptique et, en tant que tel, a rejoint le groupe Europe libertés démocratie au Parlement européen après le élections européennes de 2009. Le parti participa à plusieurs gouvernement dont l'actuel avec le Mouvement 5 étoiles.
Un certain nombre de partis nationaux conservateurs, nationalistes et populistes de droite sont bien implantés, en particulier dans le Latium, dans la région de Rome et dans le sud de l'Italie. La plupart d'entre eux sont les héritiers du Mouvement social italien (un parti néo-fasciste, dont le meilleur résultat a été de 8,7% des voix à l'élection générale de 1972) et de son successeur, l'Alliance nationale (qui a obtenu 15,7% des voix aux élections générales de 1996) . Ils comprennent les Frères d’Italie (4,4% en 2018), La Droite (2,4% en 2008), CasaPound (0,95% en 2018), Flamme tricolore (0,9% en 1996) et Forza Nuova (0,67% en 2006).

### Norvège
Le Parti du progrès est souvent considéré comme populiste de droite. Elle devient l'un des principaux partis norvégien dès 1989 et entre dans la coalition gouvernementale en 2013 à l'issue des législatives de 2013, jusqu'en 2020.

### Pays-Bas
Le principal parti de droite populiste des Pays-Bas est le PVV, qui a recueilli 13,1 % des voix et 20 sièges lors des élections législatives de 2017.

### Pologne
Le plus grand parti de droite populiste polonais est le parti Droit et justice, parti majoritaire à la Diète et celui de la première ministre Beata Szydło. Le parti combine conservatisme social, réduction de l'immigration, protectionnisme et soutien fort à l'OTAN.

### Suède
En Suède, les Démocrates de Suède, dont plusieurs membres fondateurs ont des liens avec la mouvance néonazie, entament un processus de déradicalisation puis réalisent une percée électorale à partir 2010. Ils participent depuis 2022 à un accord de coopération gouvernementale.

### Suisse
Le principal parti populiste de droite de Suisse est l'UDC, qui est arrivé en tête des élections fédérales suisses de 2015, en recueilliant 29,4 % des voix et 65 sièges. C'est un parti de droite radicale, anti-immigration, eurosceptique, qui prône l'agrarisme, le nationalisme, le libéralisme économique, et l'isolationnisme.

## Partis de droite populiste dans le monde
- Albanie - Alliance rouge et noire[25]

- Allemagne – Alternative pour l'Allemagne[8], Citoyens en colère[26],[27], Parti national-démocrate d'Allemagne[28]

- Australie - Coalition (factions internes)[29], Une Nation[30]

- Autriche – Parti de la liberté d'Autriche[31],[32], Alliance pour l'avenir de l'Autriche[33]

- Belgique – Vlaams Belang[34], Parti populaire[35],[36]

- Brésil - Parti social-libéral[37], Patriota[réf. nécessaire]

- Bulgarie – Patriotes unis (Union nationale Attaque[38],[39], VMRO - Mouvement national bulgare[40]), Volya[41]

- Canada – Parti conservateur (factions internes)[42],[43],[44],[45],[46]

- Chypre - Front populaire national[47], Mouvement solidarité[48]

- Danemark – Parti populaire danois[49],[50],[32]

- Espagne - Plateforme pour la Catalogne[51], Vox[52],[53]

- Estonie – Parti populaire conservateur d'Estonie[54]

- États-Unis - Parti républicain (factions internes)[55],[56]

- Europe - Alliance pour la démocratie directe en Europe, Mouvement pour l'Europe des nations et des libertés[57],[58]

- Finlande – Vrais Finlandais[59]

- France – Rassemblement national[49],[60], Debout la France[61]

- Géorgie - Alliance des patriotes de Géorgie[62]

- Grèce - Grecs indépendants[63], Alerte populaire orthodoxe[19],[20],[21]

- Hongrie – Fidesz[32], Jobbik[64],[50],[65]

- Inde – Bharatiya Janata Party[66], Shiv Sena[67]

- Israël – Likoud (factions internes)[68], Israel Beytenou[68], Le Foyer juif[réf. nécessaire]

- Italie – Ligue du Nord[69], Frères d'Italie[70], Forza Italia (factions internes)[50],[71], Mouvement 5 étoiles (factions internes)

- Japon – Parti libéral-démocrate (factions internes)[72], Parti de l'espoir[73]

- Lettonie – Alliance nationale[74], Qui possède l'État ?[75]

- Liechtenstein – Les Indépendants[76],[77]

- Lituanie – Ordre et justice[78]

- Macédoine du Nord - VMRO-DPMNE[79]

- Malte - Mouvement patriotique maltais[80]

- Mozambique - Résistance nationale du Mozambique[réf. nécessaire]

- Norvège – Parti du progrès[49],[81]

- Pays-Bas – Forum pour la démocratie[82], Parti pour la liberté[83],[84]

- Pérou – Force populaire[85],[86]

- Pologne – Droit et justice[87],[50], Kukiz'15[88](Congrès de la Nouvelle Droite[89]), Liberté[89]

- Portugal – Chega[90], Ergue-te

- République tchèque – Aube – Coalition nationale[91], Liberté et démocratie directe[92], Parti ouvrier

- Roumanie – Bloc d'identité nationale en Europe (Parti de la Grande Roumanie[93]), Parti de la nouvelle génération[94], Alliance pour l'unité des Roumains[95]

- Royaume-Uni – Parti unioniste démocrate[96], UKIP[97]

- Russie – Parti libéral-démocrate de Russie[98]

- Serbie – Parti radical serbe[99], Mouvement Dveri[100],[101],[102]

- Slovénie – Parti démocratique slovène[103], Parti national slovène[réf. nécessaire]

- Slovaquie – Nous sommes une famille[104], Parti national slovaque[105], Parti populaire « Notre Slovaquie »[106],[107]

- Suède – Démocrates de Suède[108],[32],[50]

- Suisse – Union démocratique du centre[109],[110], Union démocratique fédérale[111]

- Turquie - Parti d'action nationaliste[112], Parti de la justice et du développement[113]

- Ukraine – Svoboda[114], Congrès des nationalistes ukrainiens